# Backsparv
Backsparv (Gymnoris superciliaris) är en afrikansk fågel i familjen sparvfinkar inom ordningen tättingar.

## Utseende och läten
Backsparven är en 15 cm lång sparvfink som lätt känns igen på grund av sitt breda, gräddvita ögonbrynsstreck. Likt övriga arter i släktet har den en liten gul fläck nedanför den ljusa strupen, men den kan endast ses under ideala förhållanden. Jämfört med liknande vitbrynad sparvvävare är den mindre, har mindre kontrasterande fjäderdräkt och saknar vit övergump. Lätet är ett högljutt, sparvlikt tjirpande.

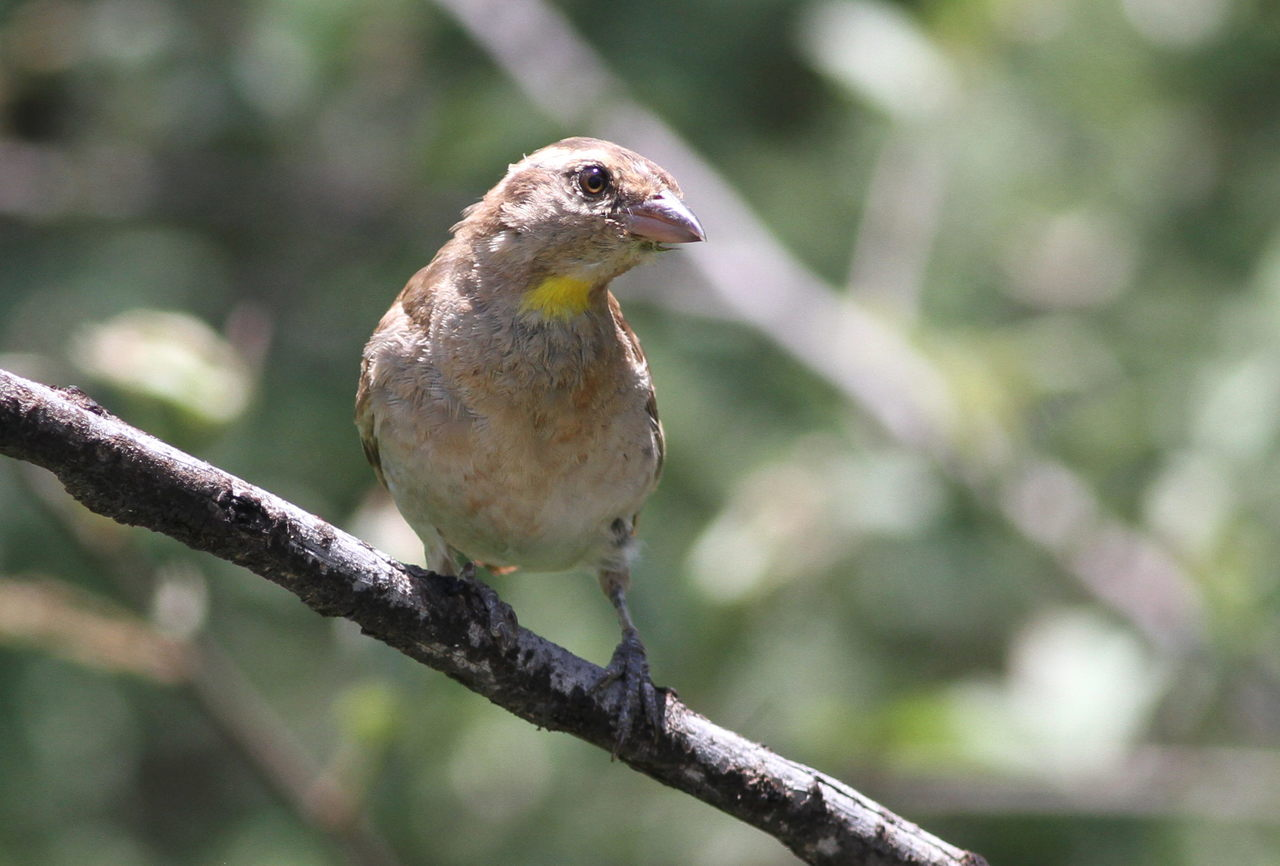
Backsparven som visar upp den för släktet diagnostiska gula fläcken.

## Utbredning och systematik
Backsparven förekommer sydligast av de fyra arterna i släktet Gymnoris. Den delas upp i fyra underarter med följande utbredning:
- rufitergum – förekommer från södra Demokratiska republiken Kongo till sydvästra Tanzania, norra Malawi, Zambia, Angola och nordvästra Botswana
- flavigula – förekommer i södra Zambia, Zimbabwe, västra Moçambique, östra Botswana och norra Sydafrika
- bororensis – förekommer från Tanzania, södra Malawi, norra Moçambique till nordöstra KwaZulu-Natal och östra Swaziland
- superciliaris – förekommer i Sydafrika (från Östra Kapprovinsen till KwaZulu-Natal)

### Släktestillhörighet
Tidigare inkluderades släktet Gymnoris i Petronia, men DNA-studier visar dock att arterna i Gymnoris är systergrupp till sparvfinkarna i Passer, medan stensparven (Petronia petronia) står närmare snöfinkarna i Montifringilla.

## Levnadssätt
Backsparven hittas i torrt skogslandskap, på savann och i flodnära buskmarker. Den lever av frön, insekter och nektar som den födosöker efter på marken, men oftare högre upp i träd. Fågeln häckar mellan augusti och november i Demokratiska republiken Kongo, Zambia, Zimbabwe och norra Sydafrika (Limpopo), oktober–november i Moçambique och oktober–januari i östra Sydafrika. Arten är stannfågel, även om vissa individer kan röra sig lokalt utanför häckningstid.

## Status och hot
Arten har ett stort utbredningsområde och en stor population med stabil utveckling och tros inte vara utsatt för något substantiellt hot. Utifrån dessa kriterier kategoriserar internationella naturvårdsunionen IUCN arten som livskraftig (LC). Världspopulationen har inte uppskattats men den beskrivs som vanlig eller lokalt vanlig.

## Namn
Fågeln har tidigare kallats backsparv, men blev tilldelat ett nytt svenskt namn av BirdLife Sveriges taxonomikommitté 2022 med motiveringen att "de genetisk inte står nära stensparv (Petronia). De är heller inte särskilt bundna till steniga eller klippiga miljöer."